# مقطع‌نگاری رایانه‌ای تک‌فوتونی
برش‌نگاری یا مقطع نگاری یا توموگرافی رایانه‌ای تک فوتونی (به انگلیسی: Single Photon Emission Computed Tomography) یا به اصطلاح اسپکت، روشی است که در علوم تشخیصی در فیزیک پزشکی، به ویژه پزشکی هسته‌ای کاربرد تحقیقاتی و روزمرهٔ فراوانی دارد.
در این روش از رادیوایزوتوپهایی استفاده می‌شود که ذرات گاما از خود ساطع می‌کنند.
از نمونه دستگاه‌های متداولی که این روش را جهت تصویر برداری به کار می‌برد دوربین گاما یا دوربین انگر (Anger Camera) را می‌توان نام برد که امروزه در بیمارستان‌ها و نیز در آنکولوژی کاربرد وسیع دارند.
دوربین‌های گاما ۱۸۰ یا ۳۶۰ درجه حول بیمار قابلیت گردش دارند تا بتوانند تصاویر مقطعی تولید کنند.
تصاویر اسپکت عموماً در ماتریس‌های ۱۲۸ در ۱۲۸ پیکسل بازسازی می‌شوند.
در ایران بیش از ۶۵ انواع دستگاه اسپکت مشغول به کار می‌باشند.
اسپکت اول بار در دههٔ ۱۹۷۰ میلادی توسط دیوید کوهل اختراع گشت.

## عملکرد
این روش مشابه تصویربرداری CT می‌باشد (به بیان دیگر مقطع نگاری در پزشکی هسته‌ای می‌باشد) با این تفاوت که از تابش اشعه گاما استفاده می‌شود. پرتودارو (یا همان tracer) از طریق تزریق یا تنفس یا… وارد جریان خون می‌شود. پرتودارو متشکل از دو بخش می‌باشد: دارویی که با ایزوتوپ رادیواکتیو برچسب‌گذاری شده‌است. ایزوتوپ رادیو اکتیو در بدن متلاشی شده منجر به تولید اشعه‌های گاما می‌شود. برخلاف تصویربرداری معمولی صفحه‌ای که در پزشکی هسته‌ای استفاده می‌شود، این روش تصاویر ۳ بعدی می‌دهد. کاربرد عمدهٔ این روش (که تصاویر ۳ بعدی از فعالیت‌های متابولیکی داخل بدن، می‌دهد)، تصویربرداری از تومور، استخوان‌های بدن، تیروئید و همچنین مطالعات مربوط به رشد و سرایت بیماری، می‌باشد.

## کاربرد
به کمک مقطع‌نگاری رایانه‌ای تک‌فوتونی (SPECT)، می‌توان تصاویر سه بعدی از عملکرد یک بافت یا اورگان مانند قلب یا مغز، بدست آورد. روش کار به این گونه می‌باشد که یک ماده با نیمه عمر کم به صورت ترکیب شیمیایی خاصی در می‌آید که در بافت‌های خاصی از بدن و به نسبت فعالیت آن بخش، از خون جذب می‌گردد. این ماده شیمیایی می‌تواند یک نوع قند خاص برای بررسی عملکرد بخشی از مغز باشد. این ماده وارد خون شخص شده و توسط سلول‌های مغزی که مصرف‌کنندهٔ اصلی این نوع قند هستند جذب می‌گردد و در نتیجه بیشترین تشعشع حاصل از این نواحی خواهد بود.
- تصویربرداری پرفیوژن میوکاردیال (Myocardial perfusion imaging)
- تصویربرداری از عملکرد مغز (Functional brain imaging)

## اسپکت/سی‌تی
سیستم‌های اسپکت-سی‌تی به‌طور هم‌زمان تصاویر کارکردی و کالبدشناختی از بیمار اخذ می‌کنند.

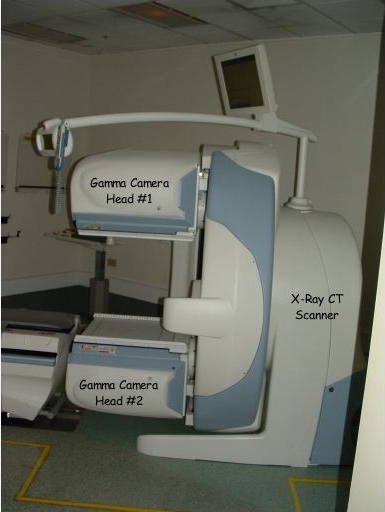
یک سیستم اسپکت-سی تی

اسپکت-سی‌تی (به انگلیسی: SPECT-CT) نوعی فناوری در پزشکی هسته‌ای و پرتوشناسی است، و تلفیقی است از فناوری مقطع‌نگاری رایانه‌ای و اسپکت.
سیستم‌های اسپکت-سی‌تی به‌طور همزمان تصاویر کارکردی و کالبدشناختی از بیمار اخذ می‌کنند.
این شیوه ابتدا در دههٔ ۱۹۹۰ توسط بروس هاسگاوا و همکارانش در دانشگاه کالیفرنیا در سانفرانسیسکو به کار گرفته شد. آن‌ها یک اسکنر CT را پشت سر یک دوربین SPECT قرار دادند. اولین طراحی تجاری توسط Hawkeye با ترکیب یک منبع کم انرژی اشعه X با یک دوربین SPECT انجام شد.
SPECT/CT، اطلاعات کاربردی را توسط SPECT و اطلاعات آناتومیکی را از CT به دست می‌آورد. داده‌های CT همچنین برای تصحیح تضعیف داده‌های SPECT استفاده می‌شوند. SPECT/CT از یک اسکنر CT و دوربین گامای جدا از هم و یک تخت مشترک تشکیل شده‌است. ترکیب داده‌های CT و SPECT مانند PET/CT انجام می‌شود.
کاربردها
در مطالعه تومورها و تصویربرداری از قلب برای مثال تشخیص سرطان تیروئید، تومورهای اندوکرین، غده‌های لنفاوی، توده‌های مغزی، مشکلات استخوانی، مکان‌یابی دقیق تومرهای خوش‌خیم پاراتیروئید، تشخیص عفونت و التهاب، تصویربرداری از عضله قلب، ارزیابی جراحت شریان کرنوری و… کاربرد دارد.

## نگارخانه

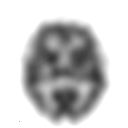
تصویر برداری SPECT از عملکرد مغز با ماده رادیودارو Tc-99
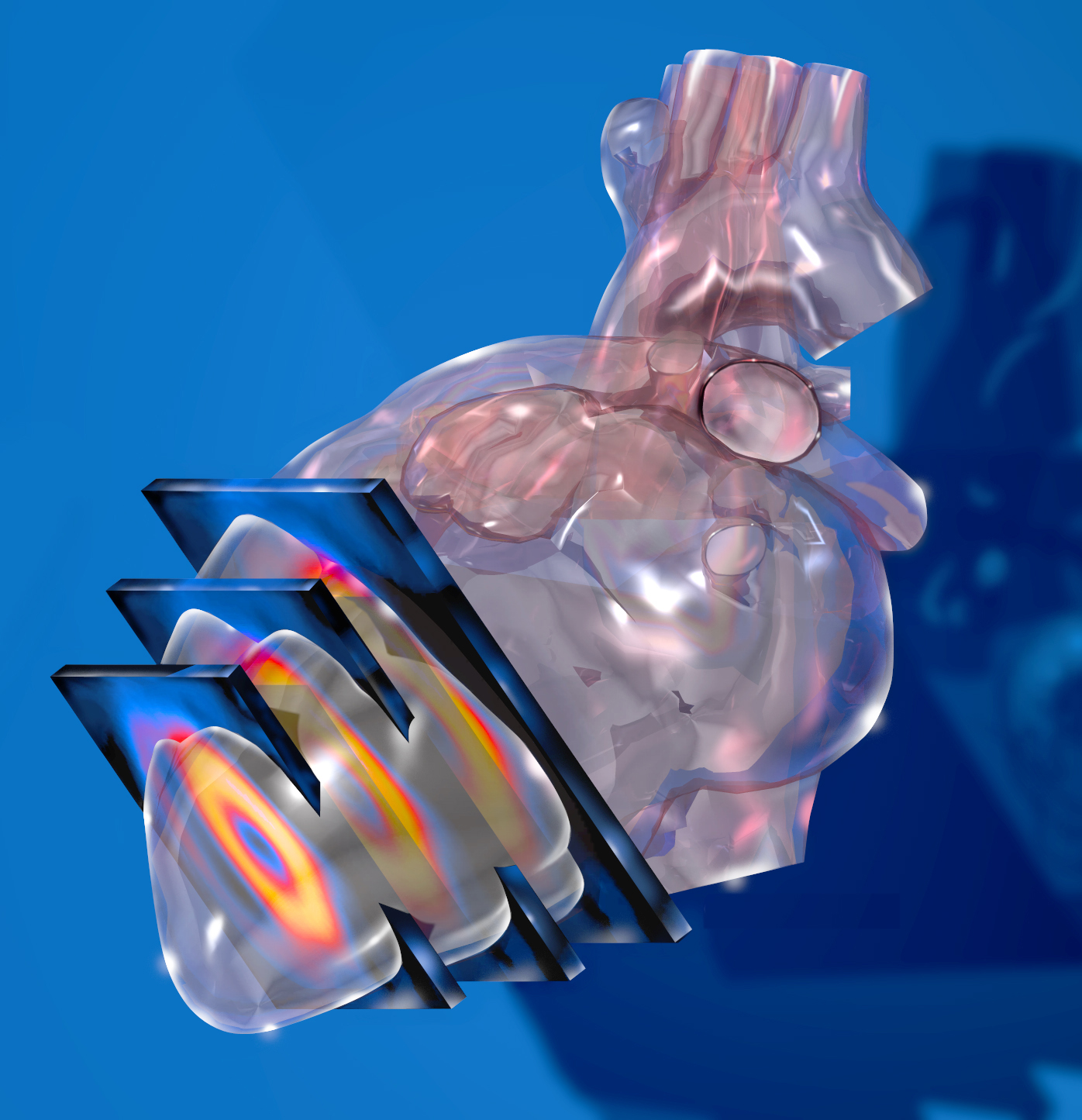
چگونگی تصویربرداری از قلب توسط اسپکت.
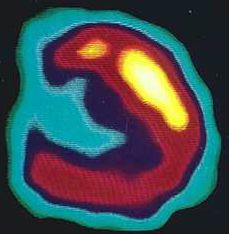
تصویری از قلب توسط اسپکت.
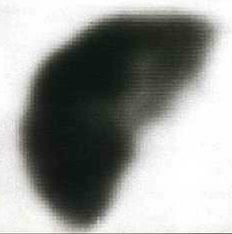
تصویری از کبد توسط اسپکت